# Johan Adolf Pengel
Johan Adolf Pengel (Paramaribo, 20 de janeiro de 1916 – Paramaribo, 5 de junho de 1970) foi um político do Suriname e primeiro-ministro do Suriname de 30 de junho de 1963 a 5 de março de 1969. Ele pertencia ao Partido Nacional do Suriname.
Começou como líder dos sindicatos no Suriname e depois no Partido Nacional do Suriname tornou-se um dos políticos mais influentes do momento.
O Partido Nacional do Suriname, liderado por Pengel e pelo Partido da Reforma Progressista (VHP), o maior partido hindu liderado por Jagernath Lachmon, formou uma coalizão que conseguiu tomar o poder, o que facilitou a compreensão entre os dois grupos.
Sob o governo Pengel, a infraestrutura do Suriname foi fortemente desenvolvida. As estradas foram construídas e a infra-estrutura existente melhorou consideravelmente. Dois novos hospitais foram construídos.
Ele morreu de sepse aos 54 anos em Paramaribo.